# 章司くんシリーズ
『章司くんシリーズ』（しょうじくんシリーズ）は岸裕子による日本の読み切り漫画連作。『別冊少女コミック』（小学館）に8回にわたって掲載された。『玉三郎恋の狂騒曲』・『クリスチャン・アンドレアシリーズ』と並行して掲載された岸裕子のシリーズ作品で、両シリーズ終了後も掲載された。最終話『いめ－じ♥ちぇんじ』が掲載されたのは『別冊少女コミック』1981年2月号であり、ほどなくして作者は別コミから離れ、フリーとして他の雑誌に作品を発表することになる。
『玉三郎』などにもその側面が見受けられるが、作者の私生活を反映した内容になっている。作者の知人が章司くんと作者とがダブると言っていたらしい。

## あらすじ
安藤章司はシスターコンプレックスの大学生。次姉花絵のことが好きだが、失恋し、長姉水絵のもとで家事万端を学ぶことになる。その後、一人立ちし、生活のやりくり上手になる。そんな彼に友人の高登が絡んで起こる恋愛騒動の数々。果たして章司に春は訪れるのであろうか。

## 登場人物
安藤章司（あんどう しょうじ）
主人公で、登場当初は18歳。C大学文学部に在籍。美少年で、当初は生活臭のない、薔薇の花を背負った大学生のイメージだったが、最終話では大根とじゃがいもをしょっていると言われるまでになる。姉の花絵に恋しており、彼女のお見合い好きに悩まされていた。花絵の結婚後はその上の姉、水絵のマンションにやっかいになり、家事のすべてをたたきこまれる。水絵の結婚を機に一人暮らしを始め、その後、高登の紹介する女性とつきあったり、自分から積極的に恋愛をしたりするが、うぶな性格も災いし、ことごとく撃沈している。花絵のことは失恋後もずっと慕っており、写真を飾り、花を供えている。食費軽減のために一週間の食料をスーパーでまとめ買いしており、どのスーパーで、何時台から安売りがあるか、といったことに非常に詳しい。押し売りの対応もプロの主婦並みである。
高登（たかなり）
章司の友人で、いわゆるジゴロ、女たらし。年上好みで婚約者もいる。交際相手より経済援助をしてもらえるため、章司ほど生活には困っていない。章司とはくされ縁であり、一緒にいることが多いため、花絵からは同性愛のパートナーだと勘違いされている。章司の花絵への思いを異常だと感じている。のちに章司のアパートに一緒に住むようになる。
安藤花絵（あんどう はなえ）
章司のすぐ上の姉で、登場当時は20歳。劇団「黄バラ座」のスター。明るい性格でもてるが、1年ほど前より見合いを繰り返しており、男を振るのが趣味だった。のちに結婚し、娘をもうけるが、半年ほどして劇団に復帰している。
花絵の夫
花絵と交際していたが、アメリカへゆくと言って花絵を振ったことがある。その後、結婚し、娘ミイをもうけるが、亭主と芝居のどちらをとるかで喧嘩し、娘ともども章司のところへ家出する。
美衣子
花絵の娘。通称はミイ。
安藤水絵（あんどう みずえ）
章司の年の離れた姉で、登場当時は22歳。タイピスト。花絵とは異なり、高校時代は欠食児童のような身なりだった。「男の価値は顔とお金できまる」がモットーだった。きつい性格だが、元は優しい性格だった。章司に家事全般をたたきこみ、自活を可能にした。結婚後も共稼ぎをしている。最終話にも登場。
片岡卓（かたおか たかし）
水絵の初恋の相手。水絵から恨まれており、お百度参りの人形に釘を打ちつけられていた。後輩社員として、水絵と同じ会社に入社する。
利久（としひさ）
卓の友人でプレイボーイ。『玉三郎』の中の登場人物、天草アキヒロに似た風貌をしている。
絵里子（えりこ）
高登が家庭教師をしていた娘で、章司が毎日通う喫茶店の憧れの君でもあった。近眼ですぐ近くでないと人物の判別ができない。高登の斡旋で章司と交際することになるが、章司が無理やりキスをしたため、彼のことを嫌いになり、振っている。
京明日子（きょう あすこ）
高登の居候先のマンションの部屋の持ち主で、イラストレーター。高登をヒモにしており、章司にも触手を伸ばそうとしていた。
篠原由紀（しのはら ゆき）
高登の婚約者で、24歳だが、実年齢よりも若く見える。章司のアパートの隣の部屋に住む。漫画家。
三津井真琴（みつい まこと）
経済的事情で男装をして暮らす美少女。章司と同じスーパーの実演コーナーのバイトをする。
真理子（まりこ）
友人とともに、章司を町中で逆ナンパしてきた少女。デザイナーの勉強をしている。父親が富豪である。

## 作品
1. 五月に咲く花（別冊少女コミック1977年5月号）
2. 好き  嫌い  好き!（別冊少女コミック1977年6月号）
3. 居候ぶるうす（別冊少女コミック1978年3月号）
4. ぶろおくん♥はあと（別冊少女コミック1978年10月号）
5. ところによっては雨（別冊少女コミック1979年7月号）
6. ただ今台風通過中（別冊少女コミック1979年10月号）
7. スキヤキ食べた？（別冊少女コミック1980年11月号）
8. いめ－じ♡ちぇんじ（別冊少女コミック1981年2月号）

## 書誌情報
- 『ミルクボーイぶるうす  ダウンタウンストーリーズ(1)』新書館、ペーパームーンコミックス、1982年3月25日発行
  - 前半5作品のほか、『おそ咲きタンポポ』を収録。
- 『な忘れそ』朝日ソノラマ、サンコミックスストロベリーシリーズ、1985年5月25日発行
  - 後半3作品のほか、『な忘れそ』・『恋におちたら』を収録。